# 苑亦
苑亦，本名林若晞，臺灣編劇、作家與經紀人。苑易於1998年開始於台灣從事言情小說創作，一年約有14本作品固定發行。 
2000年開始從事藝人經紀事務，2008年成為徐克導演的專屬編劇，主要電影作品以徐克導演為主。2011年開始電視劇編寫。 
曾任職藝人經紀人及娛樂整合行銷公司總監行銷，項目包含各大精品品牌、美妝品牌、演唱會及影視電影行銷等。

## 編劇作品

### 電視劇
- 中國電視公司《閃亮的日子》（2009年）編劇企劃
- 《料理新絕配》
- 中國完美時代大劇《生存遊戲》
- 中國電視劇《新龍門客棧》
- 聯利媒體（TVBS） 、中國電視公司《飛越龍門客棧》（2013年）
- 聯利媒體（TVBS）《遺憾拼圖》（2016年）
- 中國大陸電視劇《武林客棧》（2017年）（實際上查無此劇相關資料）
- 三立電視《必勝大丈夫》（2019年）
- 福斯傳媒集團（衛視中文台）《遺失的1/2》（2019年）
- 聯利媒體（TVBS）《天堂的微笑》（2019年）
- 三立電視 《天巡者》（2020年）
- 聯利媒體（TVBS）《機智校園生活》（2021-2022年）
- 聯利媒體（TVBS）《機智職場生活》（2023年）

### 電影
- 徐克作品《少女雙刀》
- 徐克作品《新英雄本色》
- 霍達華作品《三振》

協力編劇作品
- 徐克電影《狄仁傑之四大天王》

## 外部連結
- 我說願意我苑亦的Facebook專頁
- TVBS 頂尖事務所 - 林若晞